# アルバート・ビアスタット

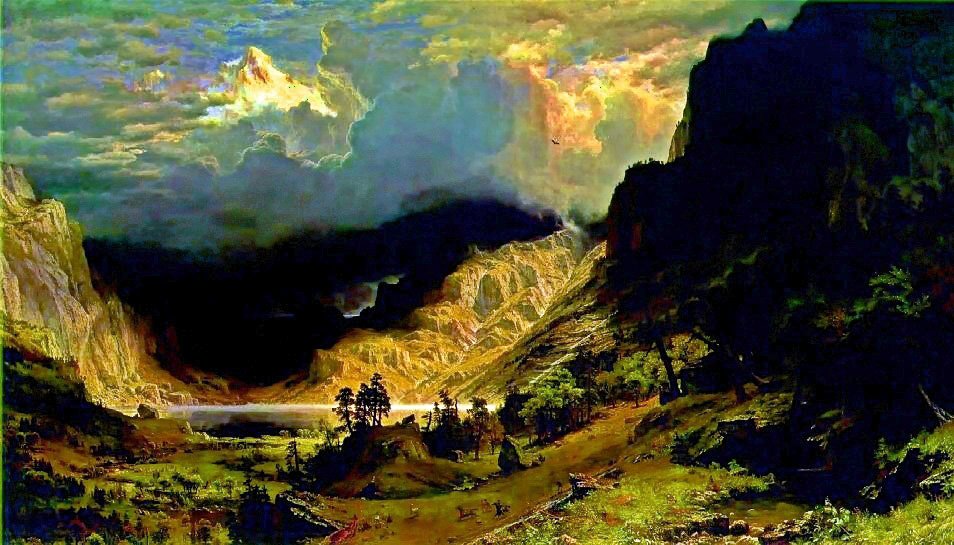
"Storm in the Rocky Mountains", 1886年

アルバート・ビアスタット（Albert Bierstadt, 1830年1月7日 - 1902年2月18日）はドイツ出身のアメリカの画家。
アメリカ西部の壮大で華麗な風景画で最もよく知られ、西部開拓時代のいくつかの探検隊に同行しその風景を描いた。ビアスタッドは、そうした場所を記録した最初の画家ではなかったが、19世紀後半を通じて「最も重要な画家」と見なされる存在である。

## 作風
ビアスタッドはプロイセンで生まれたが、1歳のときに家族とともにアメリカ合衆国へ移住した。その後数年間ドイツのデュッセルドルフで絵画を学ぶために帰欧している。彼は、ニューヨークを拠点とするハドソン・リバー派の第2世代の一員となった。ハドソン・リバー派とは、ハドソン川沿いの風景を描くことから始まった、共通の美的感覚を持つ画家たちの非公式な集団である。彼らのスタイルは細部まで丁寧に描写され、ロマン主義的で、時には発光しているかのような光を用いるのが特徴で、「ルミニズム（光輝主義）」とも呼ばれることがある。ビアスタッドは、西部の風景を解釈・表現する上で重要な画家であり、「ロッキー山脈派」とも分類されることがある。
広大な西部の自然を描いた『ロッキー山脈』（1863年）や『コーコラン山』（1875年頃-1877年）などの風景画で知られ、ハドソン・リバー派の代表的な画家とされている。

## 生涯
ゾーリンゲンに生まれ、1833年、家族とともマサチューセッツ州ニュー・ベッドフォードに移住する。
ドイツへ戻り、1853年から1857年まで、デュッセルドルフのデュッセルドルフ美術学校（Dusseldorf School）においてカール・フリードリヒ・レッシング （Karl Friedrich Lessing）、アンドレアス・アッヒェンバッハ（Andreas Achenbach）らに絵を学んだ(ドイツに戻った時期として1850年から４年間の説もある。その後、画業に専念する前の短い期間ドローイングと絵を教えた。彼はニュー・イングランドやニューヨーク北部地方で絵を描き始めた。1859年、アメリカ政府の土地調査官フレデリック・ランダーに同行し、ワイオミング州から太平洋岸にいたる広範囲の西部遠征の旅を経験した。この遠征の旅は、その後1863、71、86、89年と継続され、彼の画歴の中で重要な位置を占めるようになった。その旅行で持ち帰ったスケッチを元に多数の油彩画が後に描かれた。1863年に作家のフィッツヒュー・ラドローと共に彼はまた西部を訪れた。ビアスタットは後にこのラドローの妻と結婚している。風景画家ビアスタットの名を最初に人々に印象づけたのは、1863年に発表された〈ロッキー山脈、ランダーズ・ピーク〉である。ニューヨークで展示された後、すぐに国内6ヶ所の都市を回り、評判がよかったためにロンドン、パリでも展示されるほどの人気であった。これは彼が同行した1859年の西部遠征の旅に基づいた作品で、最高峰の名はその時の隊長であり、前年に南北戦争で戦死したフレデリック・ランダーにちなんで名づけられたものである。その後ヨセミテ渓谷を神聖な自然の象徴としたシリーズでビアスタットの人気は頂点を迎えた。彼の絵は相当な額で売れたが、当時批評家たちからそれ程高い評価を得ていたわけではなかった。彼の用いる非常に大きなカンバスはうぬぼれ屋の贅沢と思われた。なぜなら、それは決まって一緒に展示された同時代の作家の作品をとても小さく見せてしまうからだった。画題の選択に於ける彼のロマン主義は明らかである。しかし後にクラレンス・キングのような科学者が、ヨセミテを単に地質学的な変化の結果として捉えた時、ビアスタットの神通力は衰え始め、80年代には急速に人気を失っていく。それはあまりにも理想的なアメリカの自然を追求した画家ビアスタットの宿命であった。彼は非常に多産なアーティストで生涯に500以上(4000に上る可能性がある)の作品を生み出し、それらの多くが今日に伝えられている。作品の多くがアメリカ中の美術館に所蔵されており、印刷による複製も販売されている。稀にオリジナルの作品自体が高値で売りに出されることもある。

## 没後の評価
ビアスタッドの作品への関心は、1960年代に彼の小さな油彩習作が展示されたことにより再燃した。現代におけるビアスタッドの評価は分かれている。一部の批評家は、彼の作品を「けばけばしく、過剰で、マニフェスト・デスティニーを豪奢に称えるもの」と見なしている。他方で、彼の風景画が自然保護運動やイエローストーン国立公園の設立を支える世論の形成に寄与したと評価する声もある。1987年には、メトロポリタン美術館において、Howat, John Kは以下のようにハドソン・リバー派の彼の作品が好意的に位置づけている。
批判したいという誘惑には、断固として抗うべきである。ビアスタッドの演劇的な芸術、情熱的な社交性、国際的な視野、そして尽きることのない個人的エネルギーは、19世紀後半における西洋文明のあらゆる側面での壮大な拡大を映し出している。

## 遺産
ビアスタッドが山岳風景に強い関心を持っていたことから、コロラド州の「ビアスタッド山」および「ビアスタッド湖」は彼にちなんで名付けられている。1863年、ビアスタッドはおそらくヨーロッパ人として初めてブルースカイ山（旧エバンス山）の山頂を訪れており、その場所はビアスタッド山から約1.5マイル（約2.4キロ）離れている。彼はこの山に「ロザリー山」と名付けた。これは、ツェルマット上空にそびえるモンテ・ローザと、彼の後の妻となるロザリー・ラドローの両方に由来している。しかしこの山の名前は、1895年にコロラド州知事ジョン・エバンスを讃えて「エバンス山」に改名され、さらに2023年には「ブルースカイ山」へと再改名された。
1998年には、アメリカ合衆国郵便公社（USPS）が「アメリカ美術400年」という記念切手セットを発行し、そのうちの1枚にはアルバート・ビアスタッドの《バッファロー最後の日》が採用された。さらに2008年には、USPSの「アメリカの宝」シリーズの一環として、ビアスタッドの1864年の作品《ヨセミテの谷》をあしらった記念切手も発行された[34]。
風景画家ウィリアム・ブリス・ベイカーもビアスタッドの下で学んでいる。
2018年に刊行されたリチャード・パワーズの小説『オーバーストーリー』では、ビアスタッドの絵画《カテドラル・フォレスト》がカバーアートに使われ、エヴァン・ガフニーがデザインを担当した。この本は、2018年のAIGA「50カバー賞」を受賞し、著者パワーズは本書により2019年のピュリッツァー賞（フィクション部門）を受賞した。

## ギャラリー

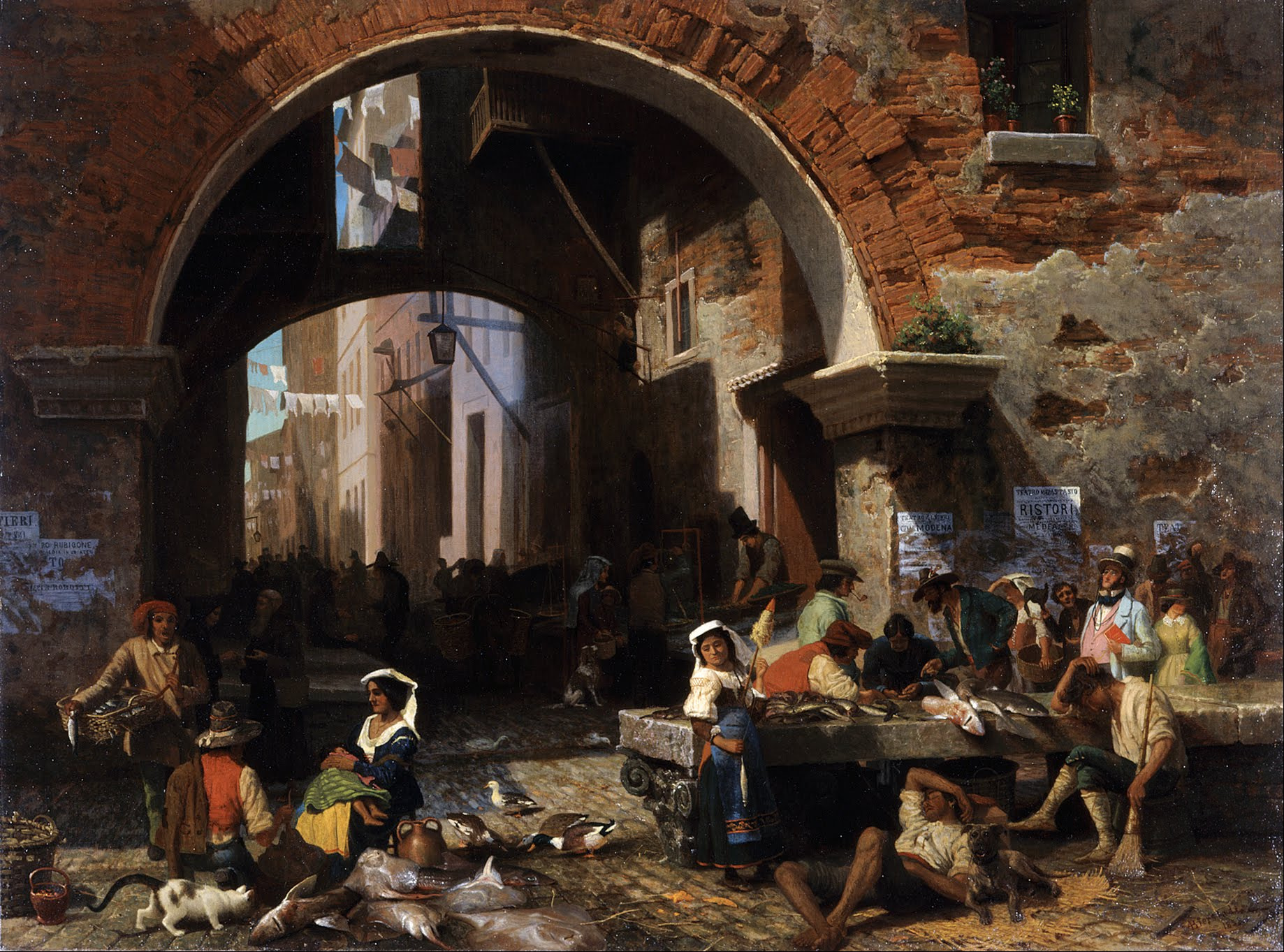
Roman Fish Market. Arch of Octavius. デ・ヤング美術館, カリフォルニア州サンフランシスコ
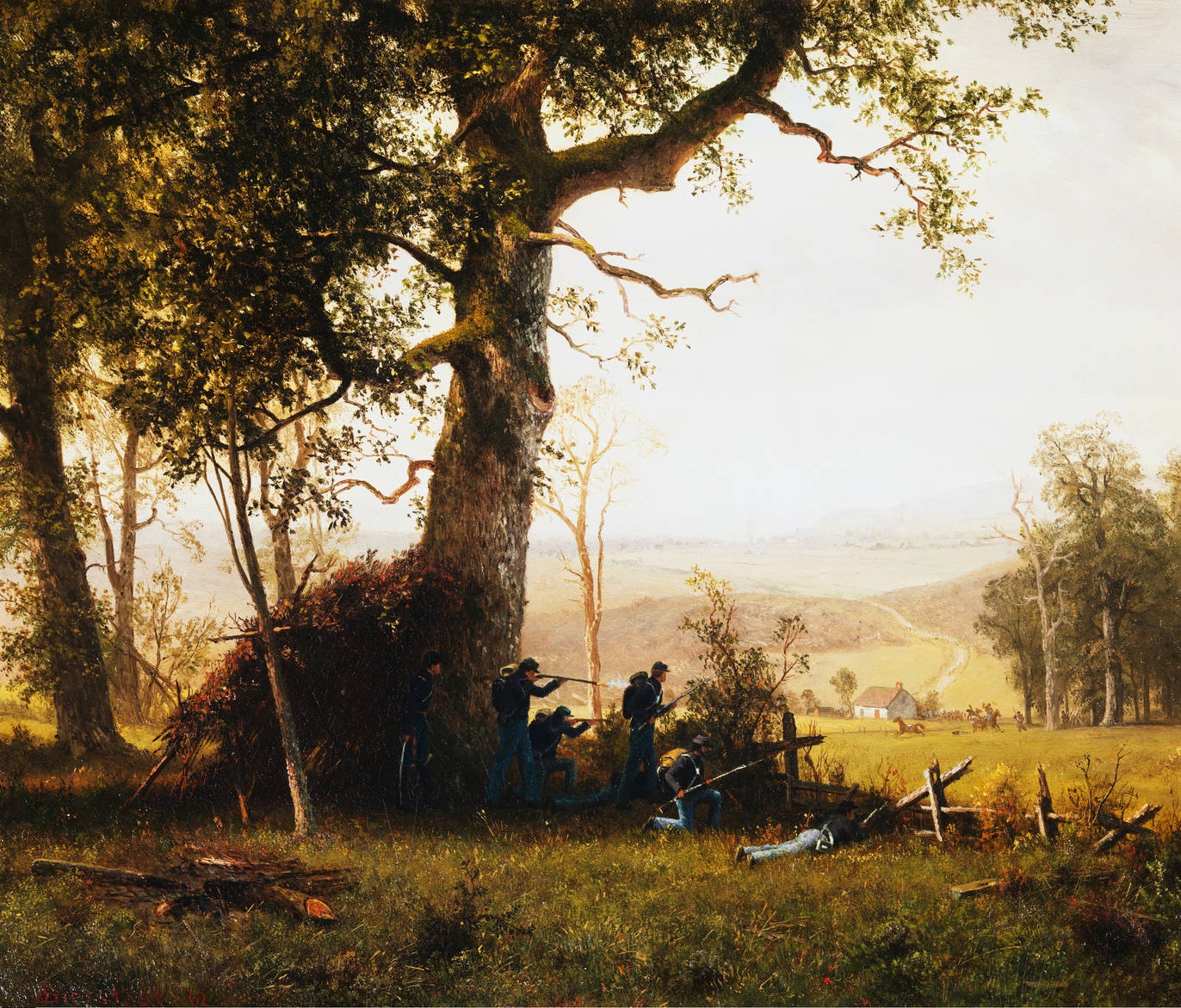
Guerilla Warfare, Civil War, 1862, Century Association, ニューヨーク
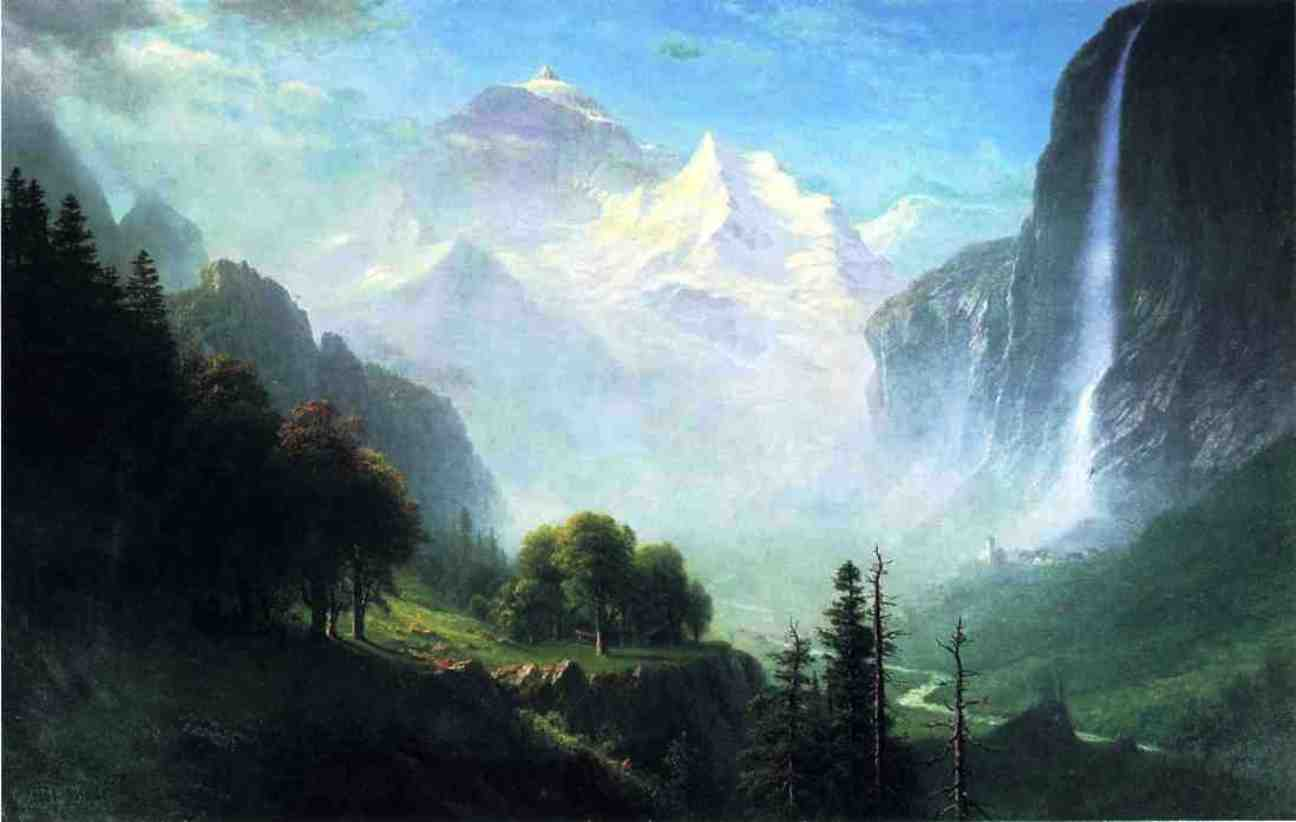
Staubbach Falls, Near Lauterbrunnen, Switzerland, 1865
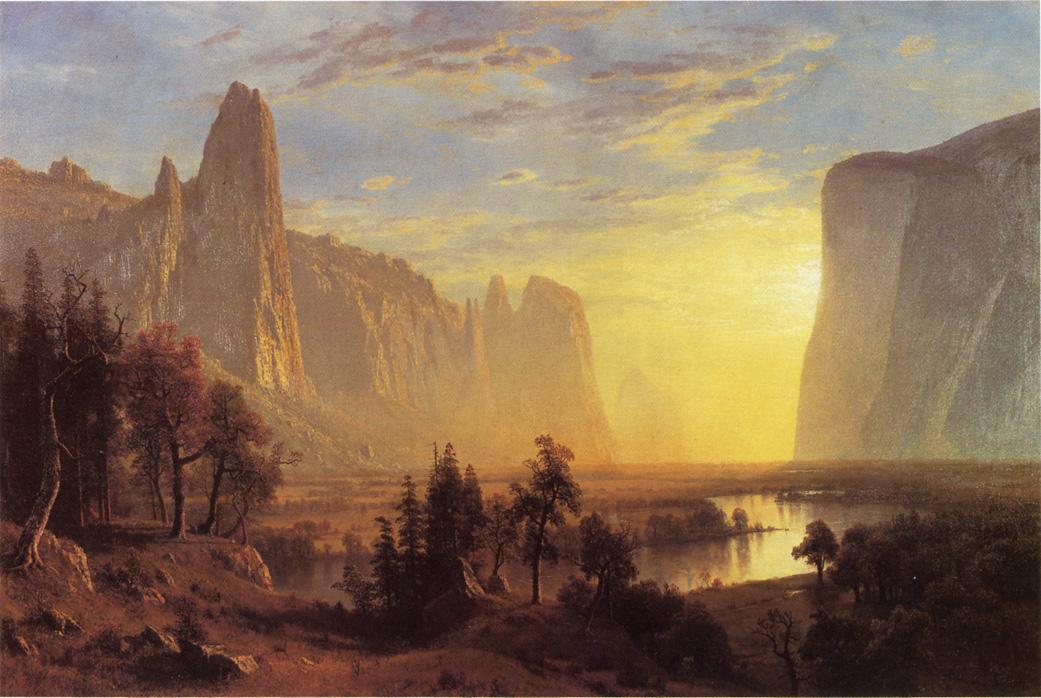
Yosemite Valley, Yosemite Park, c. 1868, Oakland Museum, カリフォルニア州オークランド
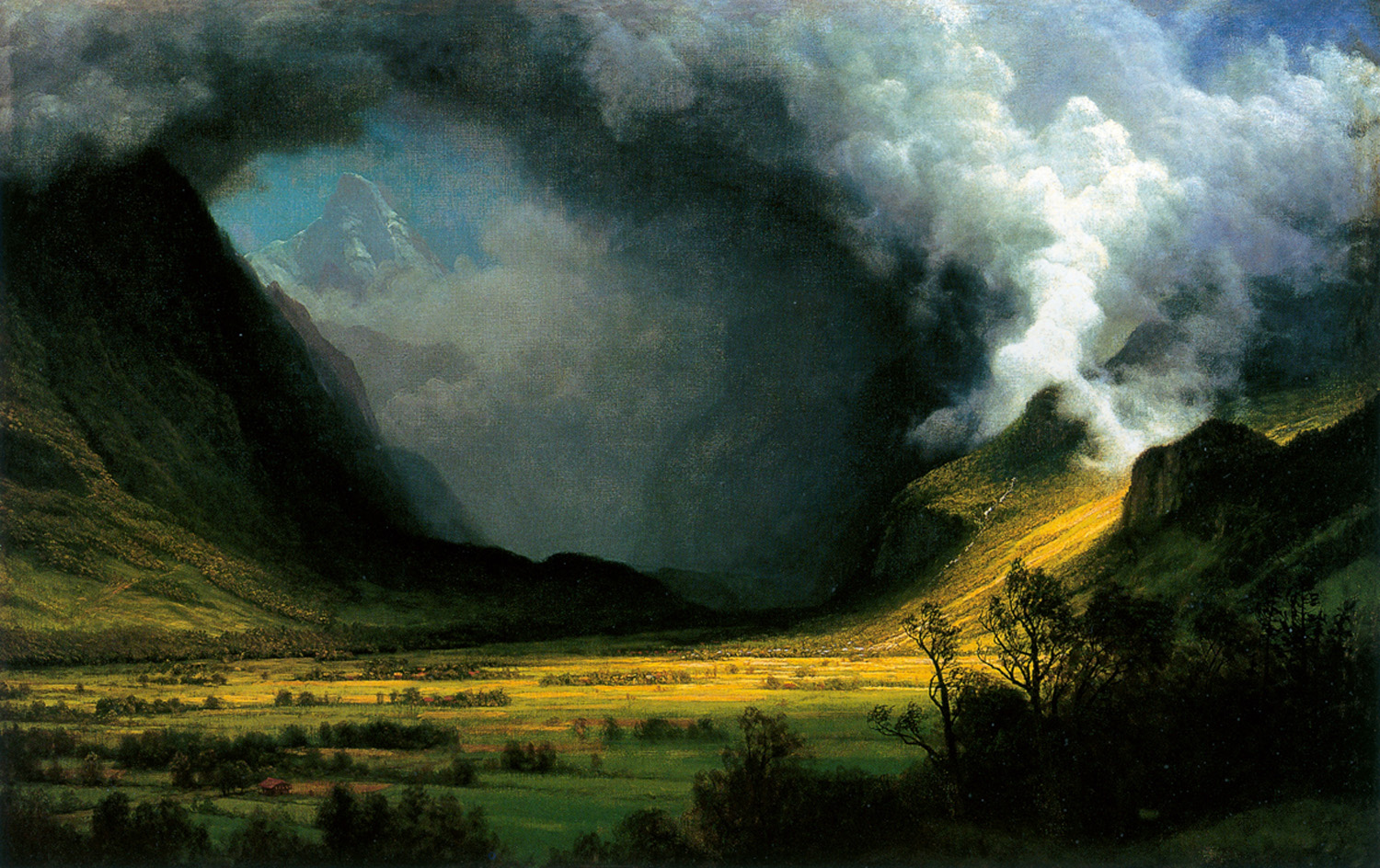
Storm in the Mountains, c. 1870, ボストン美術館, マサチューセッツ州ボストン
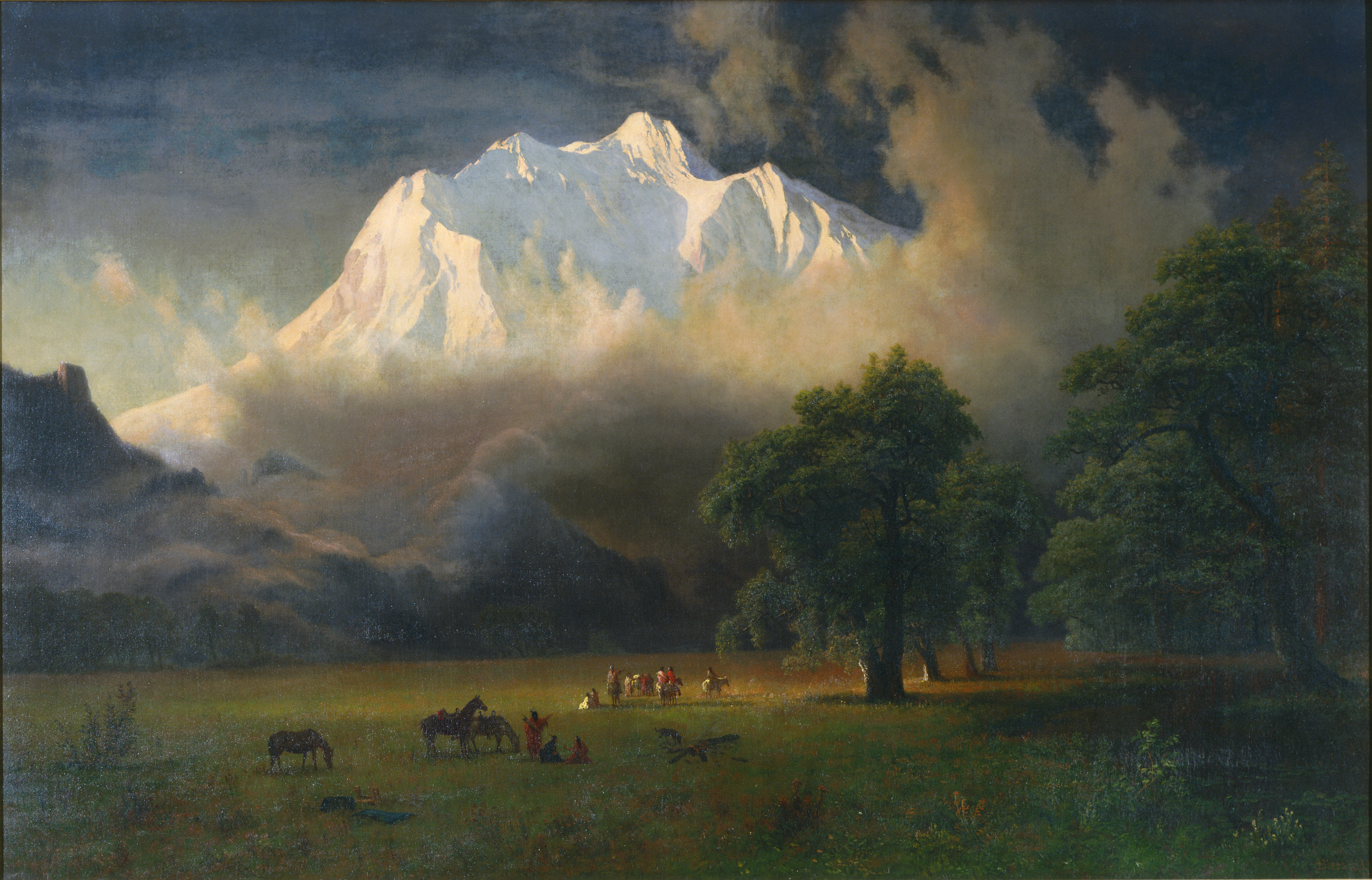
アダムズ山 (ワシントン州), 1875, プリンストン大学美術館
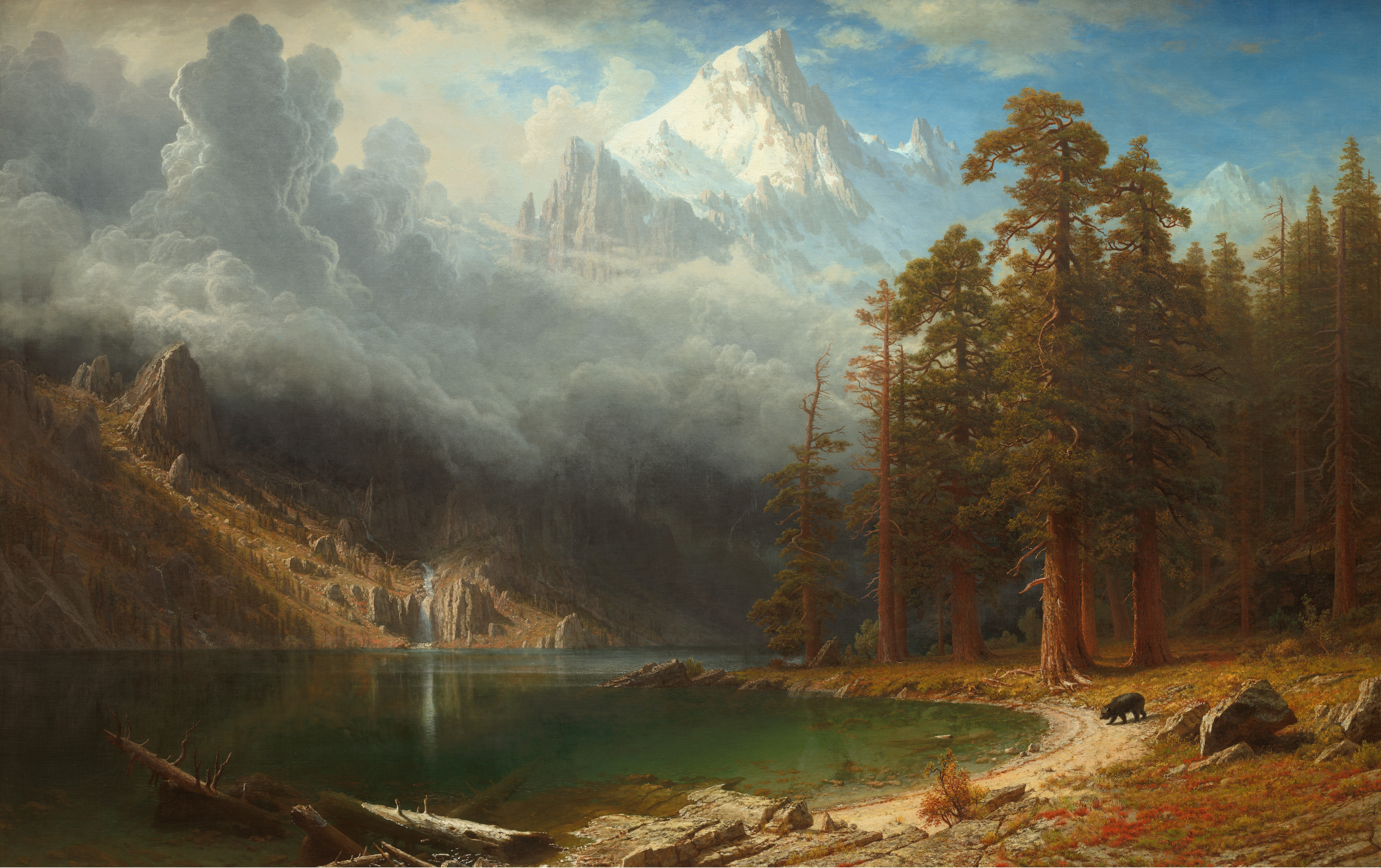
Mount Corcoran（『コーコラン山』）, c. 1876–77, コーコラン美術館, ワシントンD.C.
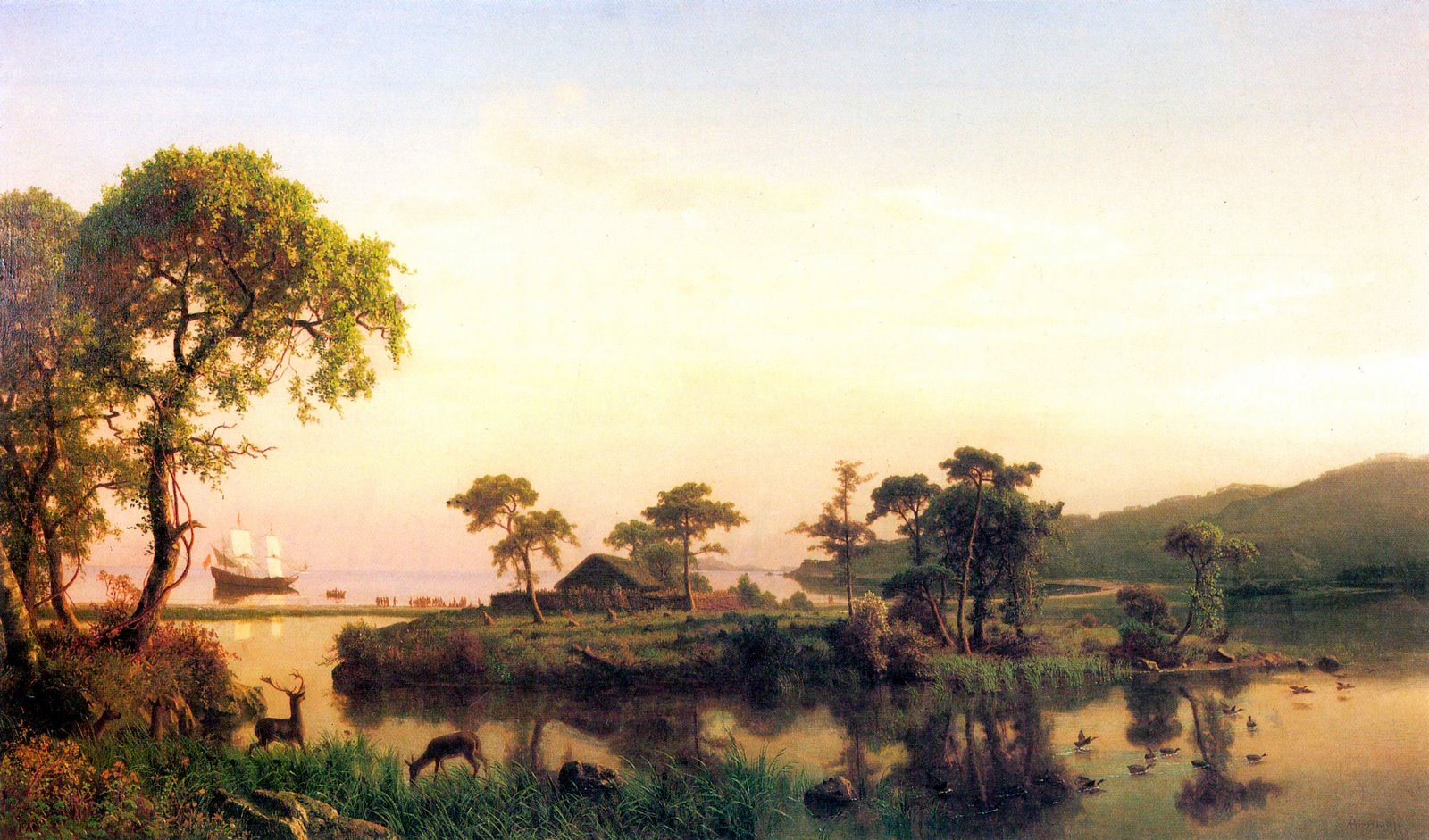
Gosnold at Cuttyhunk (c. 1858), New Bedford Whaling Museum, ニューベッドフォード (マサチューセッツ州)
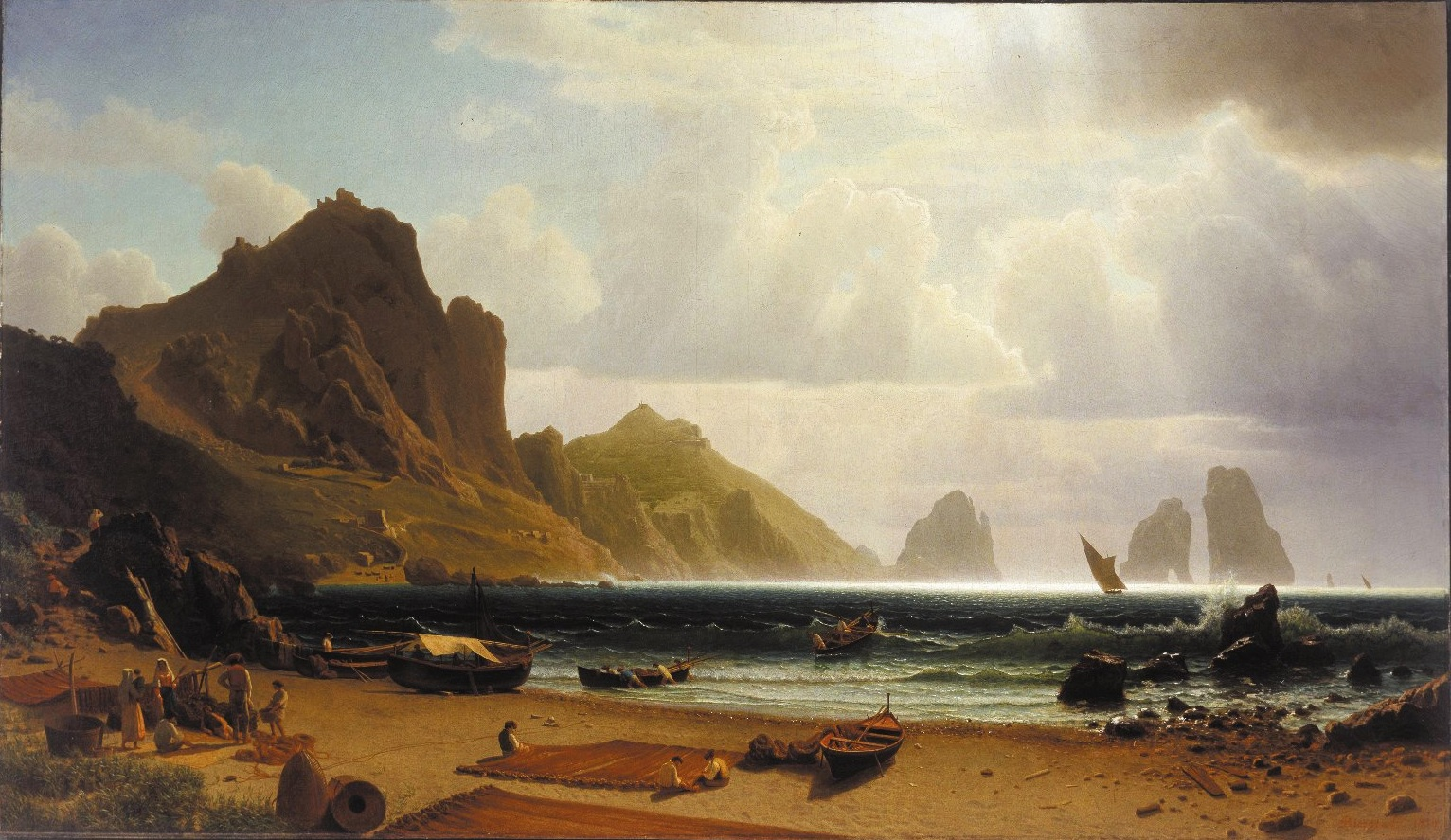
The Marina Piccola, Capri (1859), オルブライト＝ノックス美術館, バッファロー (ニューヨーク州)
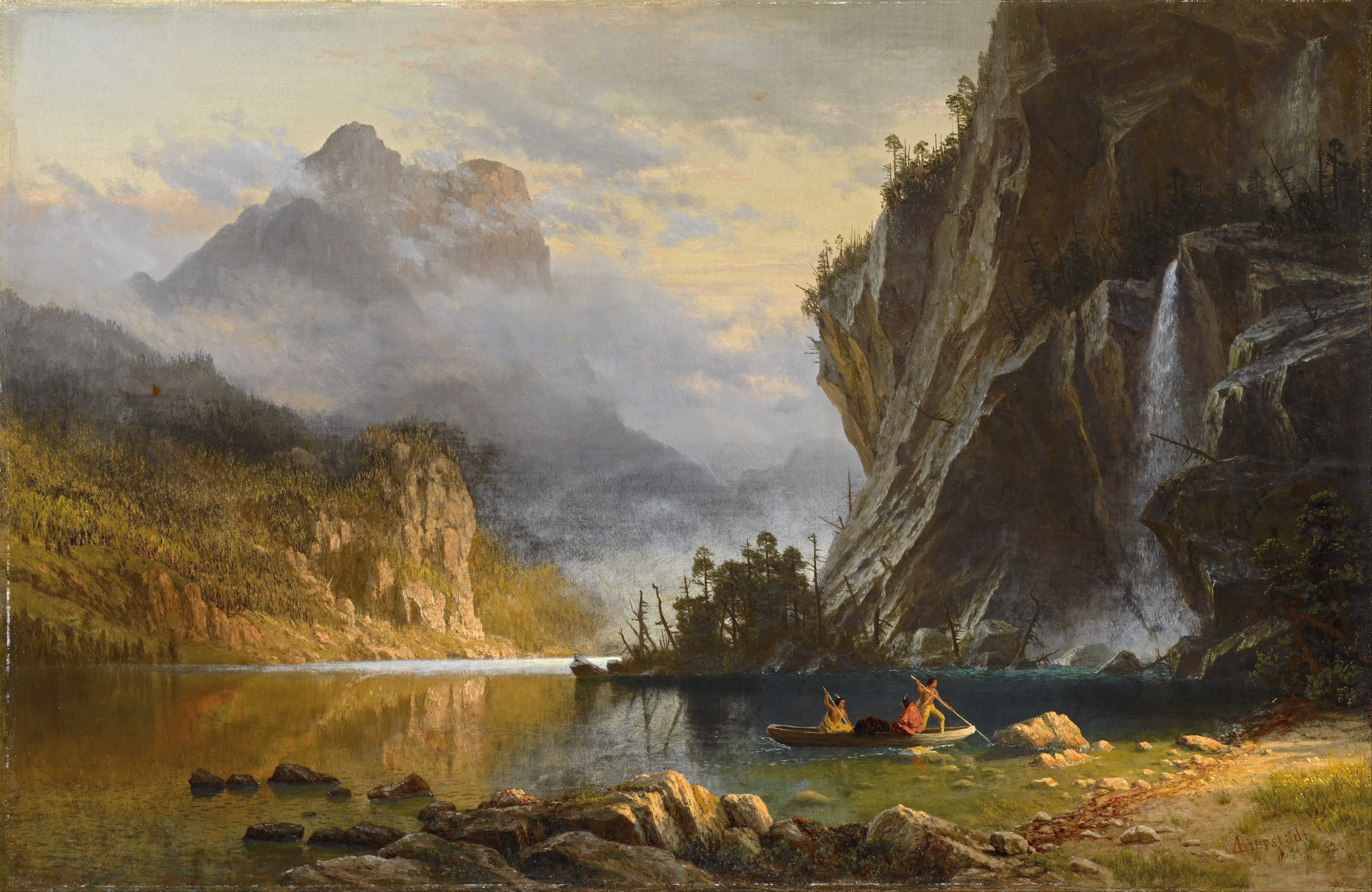
Indians Spear Fishing, 1862
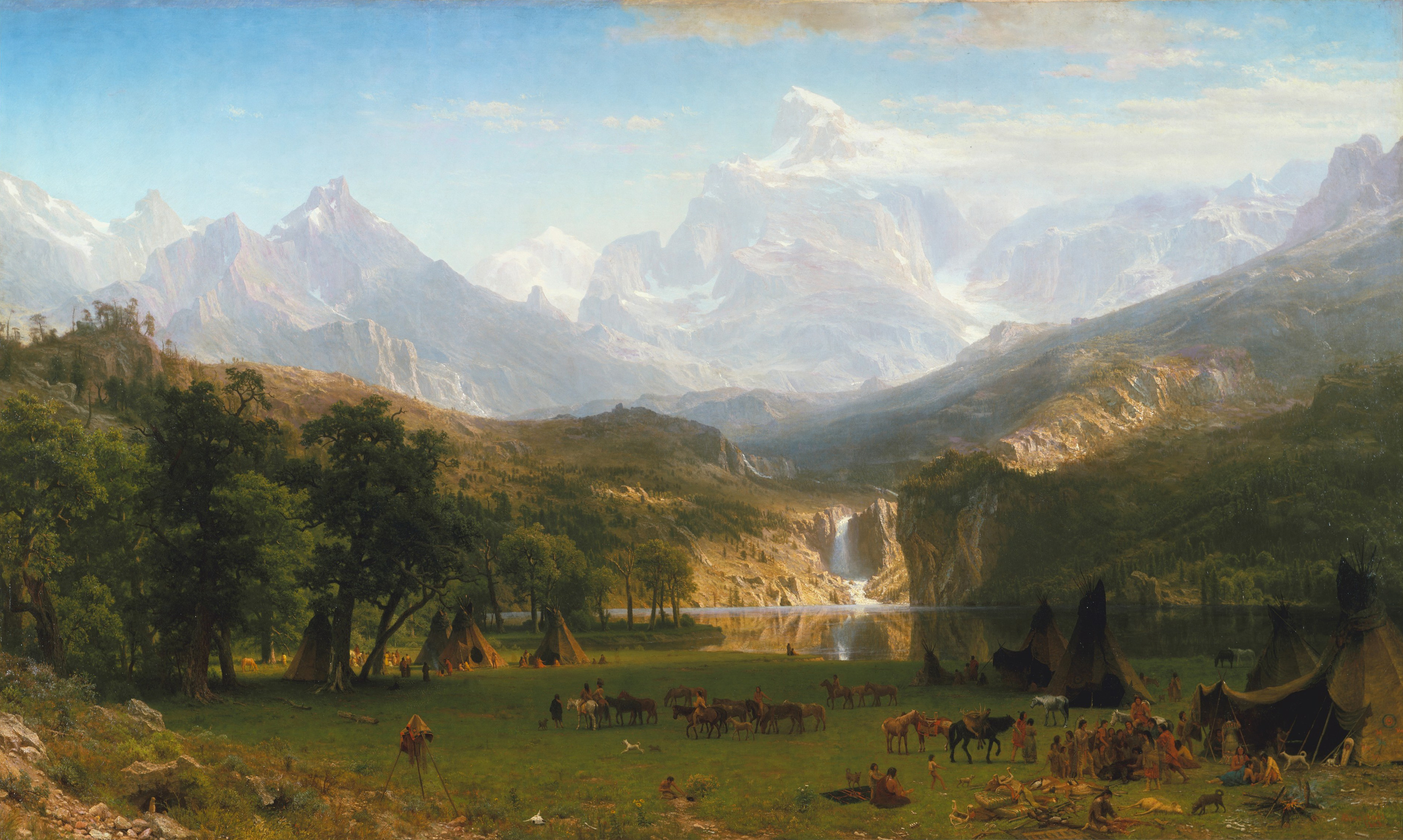
The Rocky Mountains, Lander's Peak (1863), メトロポリタン美術館, ニューヨーク
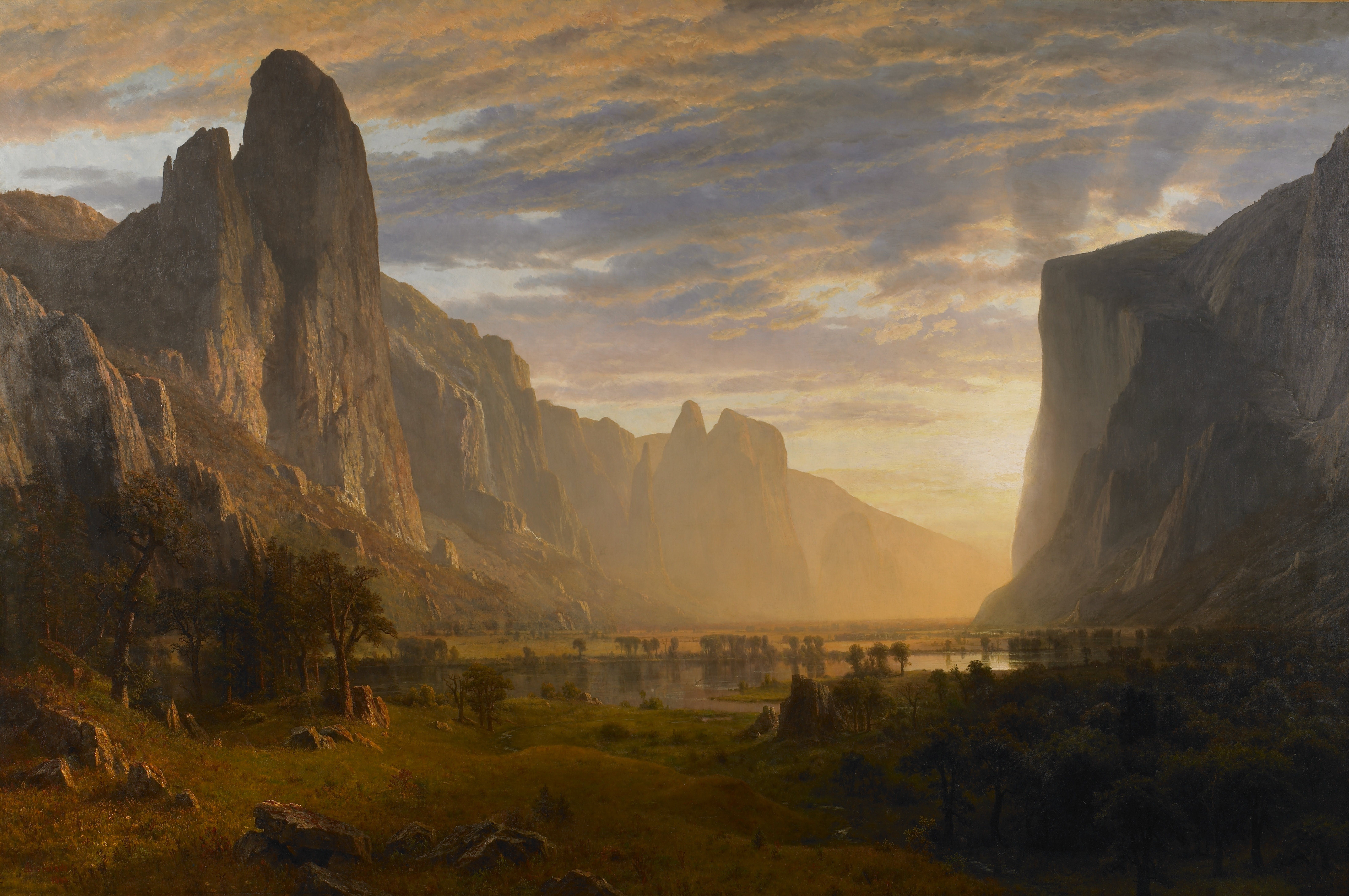
Looking Down Yosemite Valley (1865), バーミングハム美術館, バーミングハム (アラバマ州)
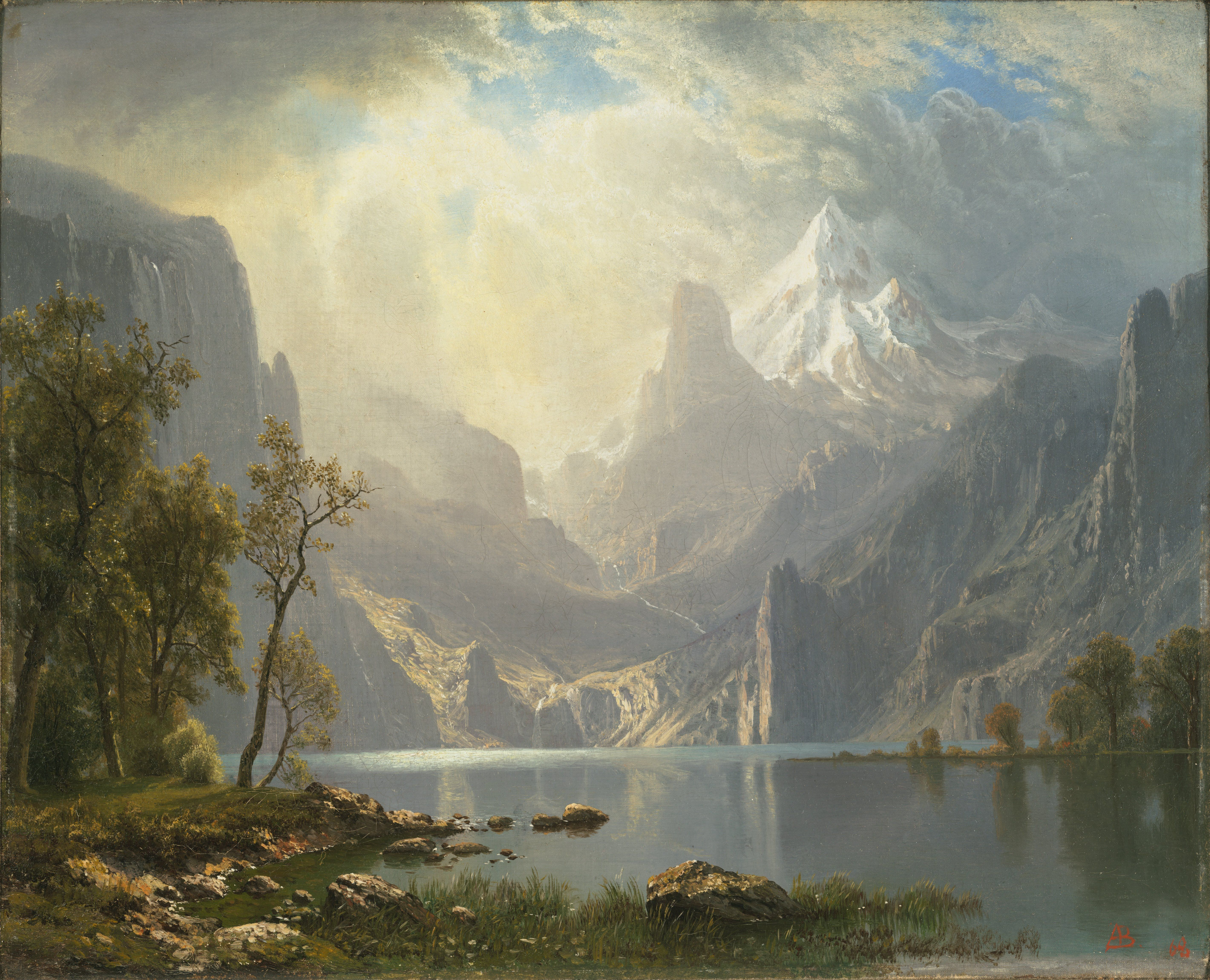
Lake Tahoe (1868), フォッグ美術館, ケンブリッジ (マサチューセッツ州)
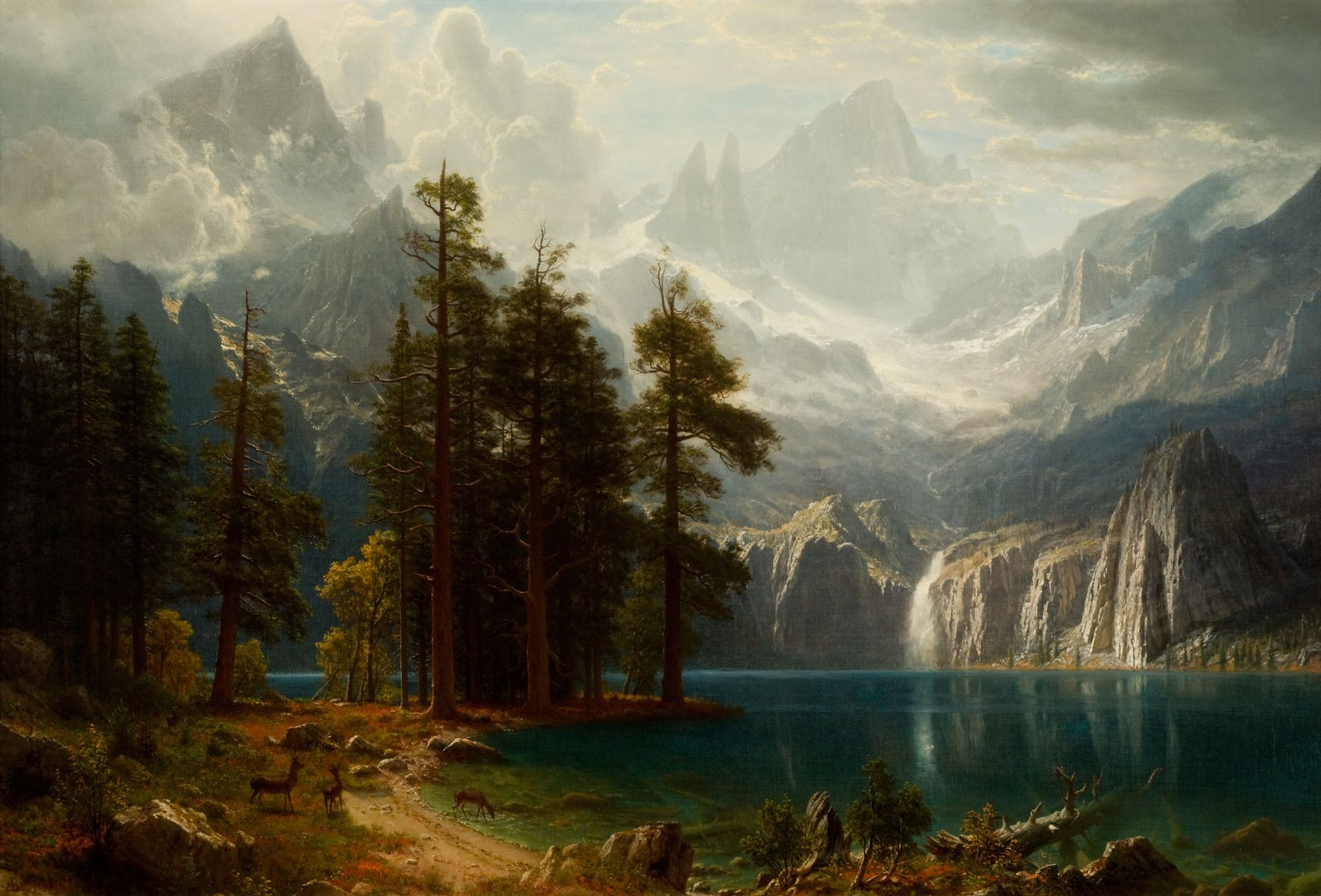
Sierra Nevada (c. 1871–1873), レイノルダ・ハウス美術館, ノースカロライナ州ウィンストン・セーラム
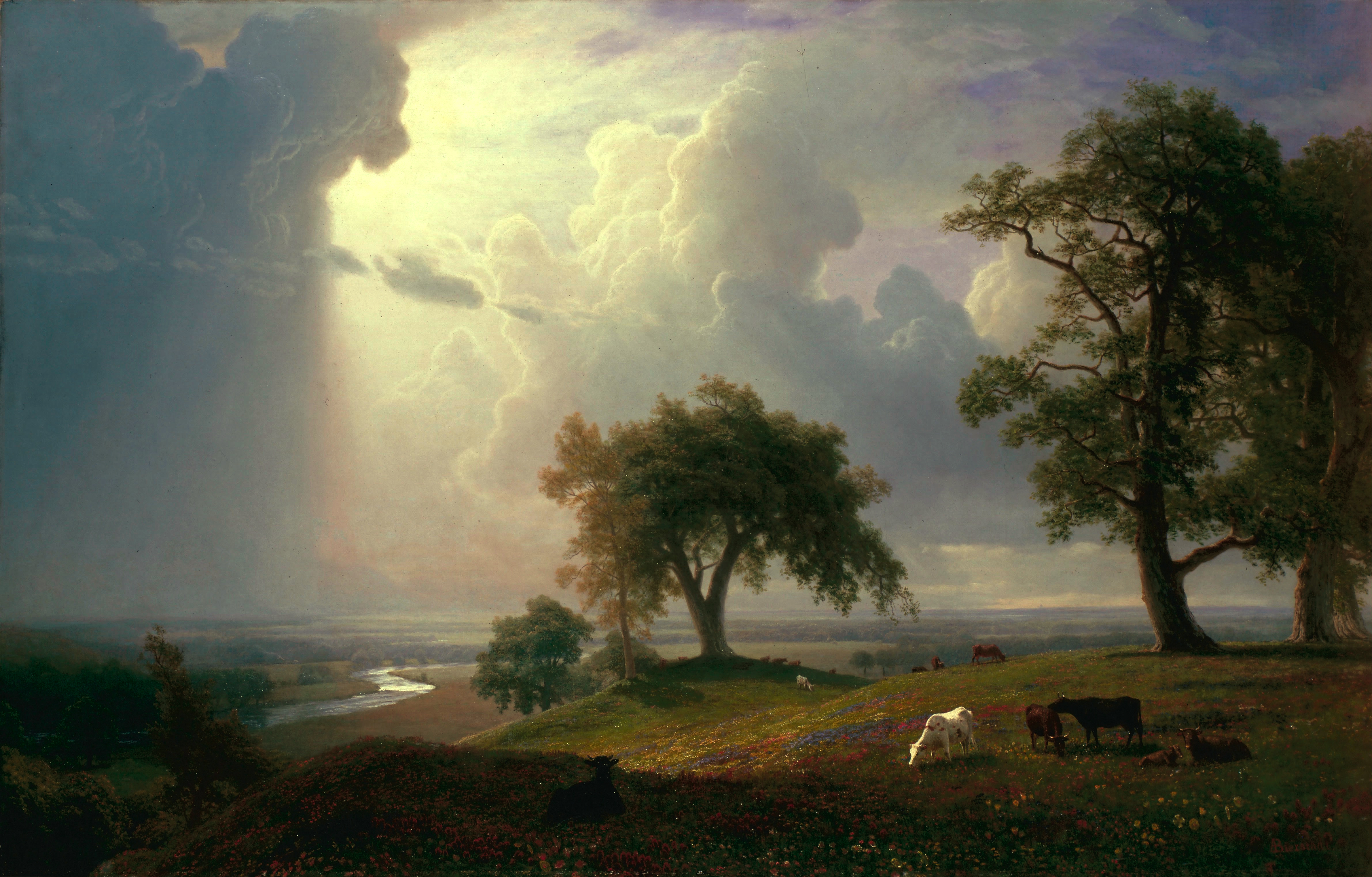
California Spring, 1875, デ・ヤング美術館, カリフォルニア州サンフランシスコ
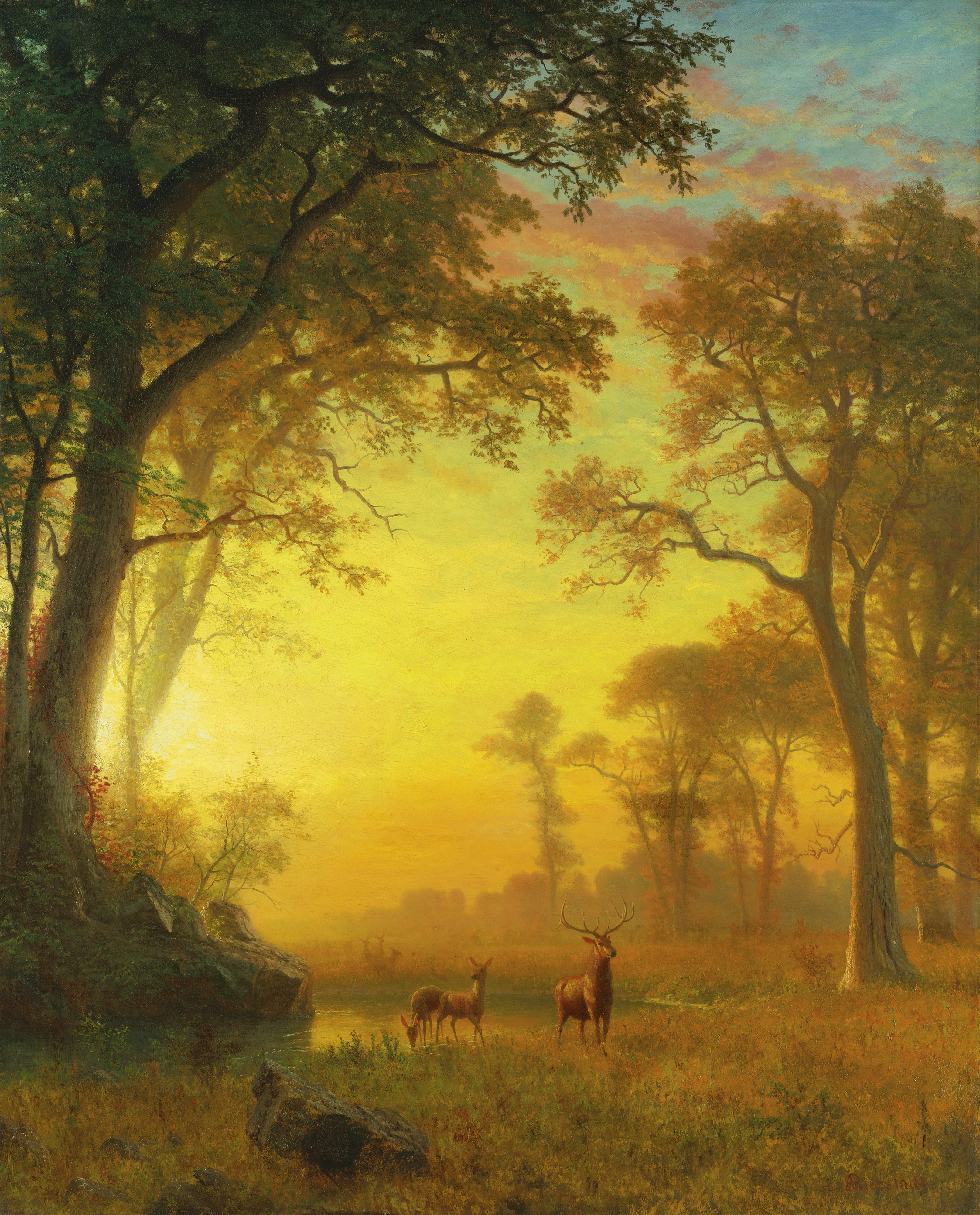
Light in the Forest
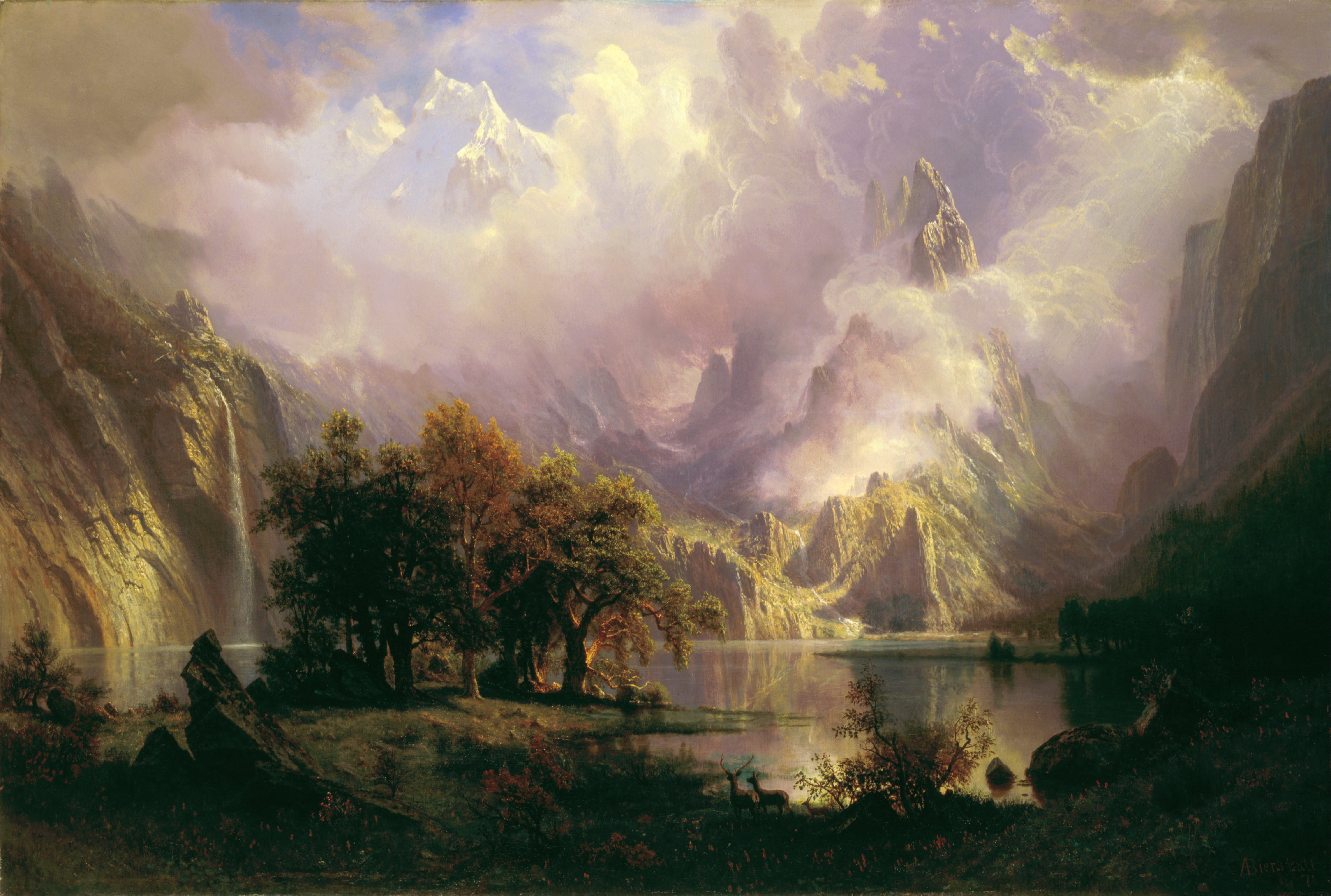
Rocky Mountain Landscape, ホワイトハウス
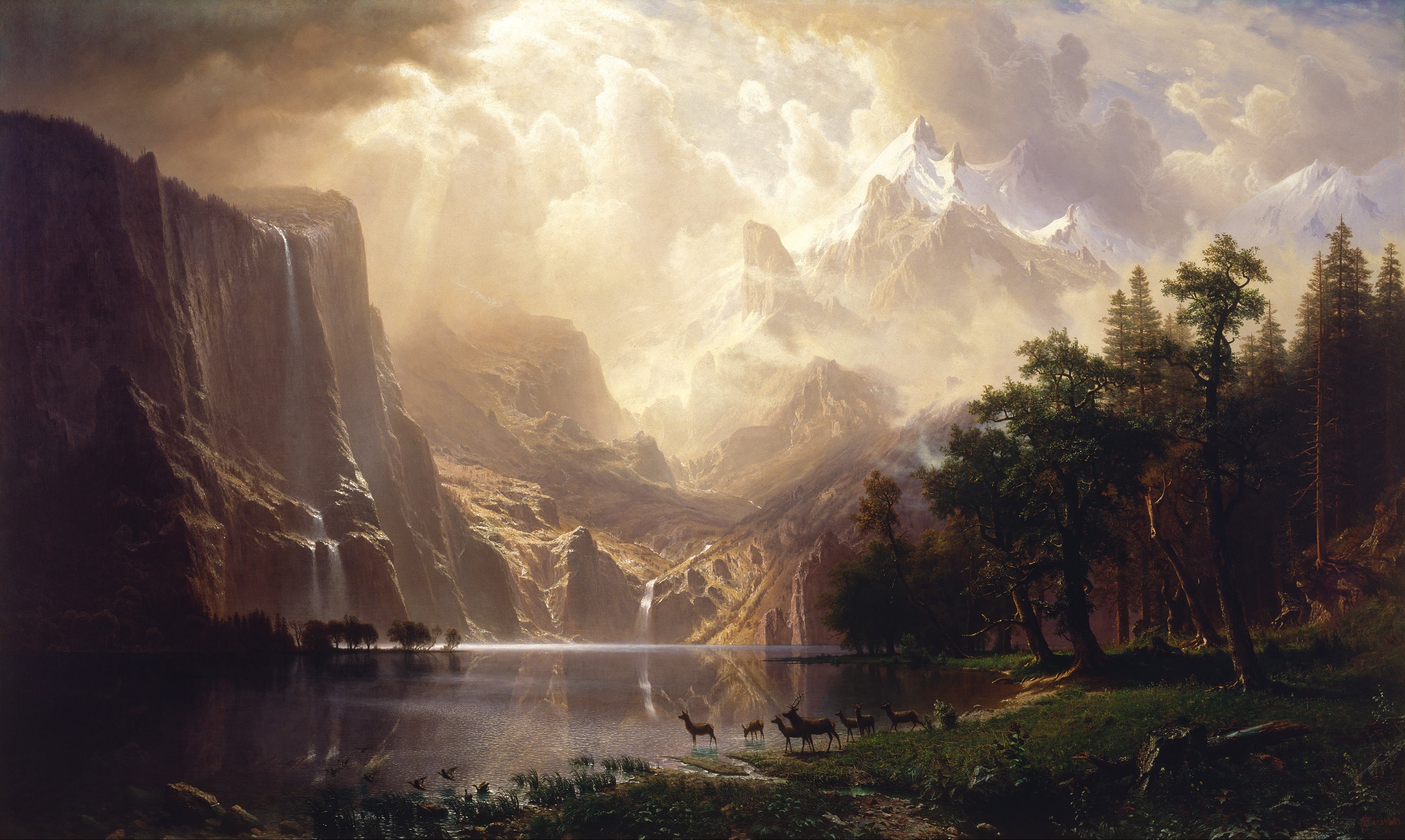
Among the Sierra Nevada Mountains, California (1868), Smithsonian American Art Museum, ワシントンD.C.